# Desperate Housewives (seizoen 1)
Dit artikel geeft een overzicht van de afleveringen en acteurs van seizoen 1 van Desperate Housewives. Het seizoen bestaat uit 23 afleveringen en 1 special. Het was het op drie na bestbekeken programma van dat seizoen op de Amerikaanse televisie.

## Rolbezetting
- Teri Hatcher als Susan Mayer
- Felicity Huffman als Lynette Scavo
- Marcia Cross als Bree Van de Kamp
- Eva Longoria als Gabrielle Solis
- Nicollette Sheridan als Edie Britt
- Steven Culp als Rex Van de Kamp
- Ricardo Antonio Chavira als Carlos Solis
- Mark Moses als Paul Young
- Andrea Bowen als Julie Mayer
- Cody Kasch als Zach Young
- Jesse Metcalfe als John Rowland
- Brenda Strong als Mary Alice Young
- James Denton als Mike Delfino

### Gastrol
- Roger Bart als George Williams
- Mehcad Brooks als Matthew Applewhite
- Pat Crawford Brown als Ida Greenberg
- Richard Burgi als Karl Mayer
- Ryan Carnes als Justin
- Christine Estabrook als Martha Huber
- Bob Gunton als Noah Taylor
- Harriet Sansom Harris als Felicia Tilman
- Zane Huett als Parker Scavo
- Brent Kinsman als Preston Scavo
- Shane Kinsman als Porter Scavo
- Kathryn Joosten als Karen McCluskey
- Joy Lauren als Danielle Van de Kamp
- Shawn Pyfrom als Andrew Van de Kamp
- Doug Savant als Tom Scavo
- Alfre Woodard als Betty Applewhite

## Afleveringen
| Nr. | Titel                          | Schrijver(s)                                                       | Regisseur         | Uitzenddatum     |  |
| --- | ------------------------------ | ------------------------------------------------------------------ | ----------------- | ---------------- |  |
| 1-01 (1) | Pilot                          | Marc Cherry                                                        | Charles McDougall | 3 oktober 2004   |  |
| Mary Alice Young, getrouwd met Paul Young en moeder van Zach, schiet zichzelf in de eerste minuten van de eerste aflevering door het hoofd. Heel de buurt is in shock: Mary Alice was een geliefde buurvrouw op Wisteria Lane en haar vriendinnen Lynette, Bree, Gabrielle en Susan zijn dan ook verward waarom zij dit heeft gedaan. Als ze, op vraag van Paul, haar kledij opruimen, vinden ze een briefje dat impliceert dat Mary Alice iets verschrikkelijks heeft gedaan. Ze gaan op zoek naar het geheim van Mary Alice. Susan leert nieuwe buur Mike kennen op de koffietafel van Mary Alice en valt meteen voor zijn charme, maar dat is buiten Edie gerekend. Rex bekent aan Bree dat hij wil scheiden. Lynette is een huisvrouw met vier kleine kinderen: haar man Tom is niet vaak thuis en ze heeft het dan ook heel erg druk. Gabrielle is het beu dat haar man Carlos niet veel thuis is en begint een affaire met John Rowland, haar minderjarige tuinman. |                                |                                                                    |                   |                  |  |
| 1-02 (2) | Ah, But Underneath             | Marc Cherry                                                        | Larry Shaw        | 10 oktober 2004  |  |
| John Rowland neemt zijn relatie met Gabrielle ernstig, maar zij niet. Susans onhandigheid zorgt ervoor dat Bongo, de hond van Mike, in het ziekenhuis belandt. De kinderen van Lynette maken haar gek. Ze besluit ze een lesje te leren, maar dat loopt verkeerd af. Edie gaat tijdelijk bij Martha Huber wonen. |                                |                                                                    |                   |                  |  |
| 1-03 (3) | Pretty Little Picture          | Oliver Goldstick                                                   | Arlene Sanford    | 17 oktober 2004  |  |
| Gabrielle en John worden betrapt door een buurmeisje. Gabrielle probeert nu het kind om te kopen. Susan ontmoet Brandi, de nieuwe vriendin van haar ex-man Karl. Ze sluit zich bovendien buiten uit haar eigen huis en wordt ontdekt door Mike. Bree organiseert een etentje waar enkele geheimen voor ophef zorgen. |                                |                                                                    |                   |                  |  |
| 1-04 (4) | Who's That Woman?              | Marc Cherry & Tom Spezialy                                         | Jeff Melman       | 24 oktober 2004  |  |
| Mrs. Huber ontdekt dat Susan verantwoordelijk is voor de brand in Edies huis. Lynette denkt eraan haar tweeling medicijnen te geven tegen hun ADHD. Bree betrapt Andrew in een stripclub. Carlos begint te vermoeden dat Gabrielle hem bedriegt. Paul huurt een privédetective in om uit te zoeken wie het briefje aan Mary-Alice gestuurd heeft. |                                |                                                                    |                   |                  |  |
| 1-05 (5) | Come In, Stranger              | Alexandra Cunningham                                               | Arlene Sanford    | 31 oktober 2004  |  |
| Na een reeks inbraken organiseert de hele straat een burgerwacht. Susan denkt dat Mike interesse verliest en gaat uit met een politieagent. Lynette probeert haar tweeling in te schrijven op een privéschool. Bree is alleen thuis en nodigt Zach Young uit, die haar enkele duistere geheimen uit het verleden opbiecht. Gabrielle krijgt haar schoonmoeder Juanita op bezoek. |                                |                                                                    |                   |                  |  |
| 1-06 (6) | Running to Stand Still         | Tracey Stern                                                       | Fred Gerber       | 7 november 2004  |  |
| Lynette maakt op de nieuwe school van haar kinderen kennis met Maisy Gibbons en krijgt meteen ruzie met haar. Gabrielle doet alle moeite om haar geheim verborgen te houden voor haar schoonmoeder. Susan gaat op onderzoek uit naar het geheim van Mary-Alice en ontdekt dat Zach in een gesloten instelling zit. |                                |                                                                    |                   |                  |  |
| 1-07 (7) | Anything You Can Do            | John Pardee & Joey Murphy                                          | Larry Shaw        | 21 november 2004 |  |
| Mike heeft een vrouwelijke gast in huis en Susan verdenkt hem ervan haar te bedriegen. Lynette geraakt verslaafd aan de medicatie van haar kinderen. Gabrielle probeert Danielle aan de kant te schuiven wanneer ze ontdekt dat Danielle een relatie heeft met John. Bree en Rex vertellen hun kinderen dat ze gaan scheiden. Andrew krijgt een nieuwe auto, maar overrijdt Juanita Solis, die net Gabrielle en John in bed betrapt heeft. |                                |                                                                    |                   |                  |  |
| 1-08 (8) | Guilty                         | Kevin Murphy                                                       | Fred Gerber       | 28 november 2004 |  |
| Bree zoekt een oplossing nadat Andrew Juanita Solis heeft overreden. Gabrielle gaat biechten. Lynettes bioritme geraakt helemaal in de war en ze krijgt een visioen van Mary-Alice. Paul wil dat de privédetective Edie vermoordt nadat die ontdekt dat het papier (waar de boodschap aan Mary-Alice op stond) afkomstig is van haar. Maar dan blijkt dat Edie dit papier gekregen heeft van Mrs. Huber en vermoordt Paul Martha Huber. |                                |                                                                    |                   |                  |  |
| 1-09 (9) | Suspicious Minds               | Jenna Bans                                                         | Larry Shaw        | 12 december 2004 |  |
| Gabrielle organiseert een modeshow voor het goede doel. Johns moeder Helen ontdekt de affaire van haar zoon, maar verdenkt de verkeerde huisvrouw. Edie maakt zich zorgen nadat Martha Huber niet meer opdaagt. Bree betrapt Andrew met marihuana. Carlos wordt gearresteerd. |                                |                                                                    |                   |                  |  |
| 1-10 (10) | Come Back to Me                | Patty Lin                                                          | Fred Gerber       | 19 december 2004 |  |
| Bree ontdekt dat Rex een affaire heeft met Maisy Gibbons en wil van hem scheiden. Carlos zit in de gevangenis en er wordt beslag gelegd op de goederen bij hem en Gabrielle thuis. Die laat dat niet zomaar gebeuren. Susan en Mike betrappen Zach, die verborgen wordt gehouden door Julie. Lynette is jaloers op Claire, de nieuwe kinderoppas die heel goed overweg kan met haar kinderen. Ze plaatst een verborgen camera om haar in het oog te houden. Edie belt de politie nu Martha Huber al zo lang verdwenen is. |                                |                                                                    |                   |                  |  |
| 1-11 (11) | Move On                        | David Schulner                                                     | John David Coles  | 9 januari 2005   |  |
| Felicia Tilman arriveert op Wisteria Lane, vastberaden om de verdwijning van haar zus op te helderen. Tom en Lynette ontslaan Claire nadat ze naakt door Tom wordt betrapt en die daar opgewonden van geraakt. Karl is opnieuw vrijgezel en probeert Susan voor zich terug te winnen, maar wanneer Susan ontdekt dat Karl haar bedrogen heeft met Edie toen ze nog getrouwd waren, is het hek van de dam. Gabrielle moet gaan werken nu ze geen geld meer heeft. Bree wordt door haar kinderen verplicht om voor Rex te zorgen nadat hij een hartaanval heeft gekregen, maar zij neemt wraak door uit te gaan met George Williams, de lokale apotheker. |                                |                                                                    |                   |                  |  |
| 1-12 (12) | Every Day a Little Death       | Chris Black                                                        | David Grossman    | 16 januari 2005  |  |
| Het lijk van Martha Huber wordt opgegraven. Susan biecht op aan Edie dat zij verantwoordelijk is voor de brand in haar huis. George probeert Bree voor hem te winnen. Carlos wordt vrijgelaten uit de gevangenis. Lynette vertelt in een kinderopvang dat haar zoon kanker heeft om zo zelf naar yoga-les te kunnen. |                                |                                                                    |                   |                  |  |
| 1-13 (13) | Your Fault                     | Kevin Etten                                                        | Arlene Sanford    | 23 januari 2005  |  |
| Lynette ontdekt dat haar schoonvader al jaren een affaire heeft en gooit hem het huis uit. Susan ontdekt dat Julie en Zach een relatie hebben. Rex probeert zich te verzoenen met Bree en waarschuwt George dat hij zich niets in zijn hoofd moet halen. John doet Gabrielle een huwelijksaanzoek. Paul probeert te weten te komen wat Susan allemaal weet over zijn verleden. |                                |                                                                    |                   |                  |  |
| 1-14 (14) | Love is in the Air             | Tom Spezialy                                                       | Jeff Melman       | 13 februari 2005 |  |
| Lynettes tweeling gaat op 'schattenjacht' in de buurt en steelt enkele zaken van de buren. Mike zakt in elkaar tijdens een valentijnsetentje met Susan, nadat hij is neergeschoten. Bree ontdekt dat Rex er enkele rare seksuele fantasieën op nahoudt. Gabrielle ontslaat Yao Lin, maar wordt zelf ook ontslagen. |                                |                                                                    |                   |                  |  |
| 1-15 (15) | Impossible                     | Marc Cherry & Tom Spezialy                                         | Larry Shaw        | 20 februari 2005 |  |
| Mike wordt gearresteerd voor de moord op Martha Huber. Susan is er het hart van in. Tom maakt kans op een promotie, maar Lynette steekt hier op haar eigen manier een stokje voor. Bree ontdekt dat Danielle naar bed wil met John. Justin biedt zich aan bij Gabrielle als nieuwe tuinman. Zach Young organiseert een tuinfeestje. |                                |                                                                    |                   |                  |  |
| 1-16 (16) | The Ladies Who Lunch           | Alexandra Cunningham                                               | Arlene Sanford    | 27 maart 2005    |  |
| Maisy Gibbons wordt gearresteerd voor prostitutie, en Bree maakt zich zorgen dat het geheim van haar man weleens zou kunnen uitkomen. Lynettes tweeling wordt ervan verdacht luizen op school verspreid te hebben. Susan en Edie breken in bij Paul. Gabrielle krijgt problemen met de waterleiding van haar huis. |                                |                                                                    |                   |                  |  |
| 1-17 (17) | There Won't Be Trumpets        | John Pardee & Joey Murphy                                          | Jeff Melman       | 3 april 2005     |  |
| Juanita Solis ontwaakt uit haar coma, maar in haar vlucht uit het ziekenhuis valt ze van de trap en overlijdt. Susan geeft Mikes brief terug en gaat uit met Edies aannemer. Lynette maakt kennis met een dove moeder. Bree en Rex sturen Andrew naar een heropvoedingskamp. Gabrielle krijgt van het ziekenhuis een compensatie na de ongelukkige val van haar schoonmoeder. |                                |                                                                    |                   |                  |  |
| 1-18 (18) | Children Will Listen           | Kevin Murphy                                                       | Larry Shaw        | 10 april 2005    |  |
| Bree en Rex bezoeken Andrew, maar die wil enkel zijn vader spreken. Carlos dwingt Gabrielle een huwelijkscontract te tekenen en vervangt haar anticonceptiepil met muntjes. Susan krijgt bezoek van haar moeder, die net haar vriend verlaten heeft. Bree geeft Parker een pak slaag, maar moet de gevolgen wel dragen wanneer Lynette dit ontdekt. |                                |                                                                    |                   |                  |  |
| 1-19 (19) | Live Alone and Like It         | Jenna Bans                                                         | Arlene Sanford    | 17 april 2005    |  |
| Lynette raakt bevriend met Karen McCluskey nadat zij voor haar deur neervalt. Susans moeder Sophie wil met haar dochter op 'double date'. Gabrielle maakt misbruik van Johns kredietkaart. Andrew keert terug naar huis maar bekent aan een priester dat hij wraak wil nemen op zijn moeder. |                                |                                                                    |                   |                  |  |
| 1-20 (20) | Fear No More                   | Adam Barr                                                          | Jeff Melman       | 1 mei 2005       |  |
| Gabrielle organiseert een afscheidsfeest voor Carlos, die acht maanden naar de gevangenis moet. Op het feestje ontdekt Gabrielle dat ze zwanger is. Rex is nog steeds jaloers op apotheker George. Lynette ontdekt dat Tom samenwerkt met een ex van hem. Susans keuken vliegt in brand, en ze schakelt een privédetective in. |                                |                                                                    |                   |                  |  |
| 1-21 (21) | Sunday in the Park with George | Katie Ford                                                         | Larry Shaw        | 8 mei 2005       |  |
| Sophie, Susans moeder, verhuist nadat haar vriend haar een aanzoek doet. Susan leert ook dat Mike onschuldig is. Lynette en Tom proberen hun seksleven wat te kruiden. Gabrielle bekent aan John dat hij misschien de vader is van haar kind. Edie bespioneert Bree en George. Felicia overtuigt Paul om Wisteria Lane te verlaten. Zach komt voorlopig bij haar wonen. |                                |                                                                    |                   |                  |  |
| 1-22 (22) | Goodbye for Now                | Josh Senter                                                        | David Grossman    | 15 mei 2005      |  |
| Edie ontdekt dat Mike en Susan willen gaan samenwonen en probeert hier een stokje voor te steken. Carlos wordt gearresteerd nadat hij Justin heeft aangevallen. Rex krijgt opnieuw een hartaanval. Dankzij Lynette grijpt Tom naast een promotie, maar hij ontdekt dat zijn vrouw hierachter steekt en biedt zijn ontslag aan. Midden in de nacht verhuizen nieuwe buren Betty en Matthew Applewhite naar Wisteria Lane. |                                |                                                                    |                   |                  |  |
| 1-23 (23) | One Wonderful Day              | Marc Cherry, John Pardee, Joey Murphy, Tom Spezialy & Kevin Murphy | Larry Shaw        | 22 mei 2005      |  |
| Rex moet een operatie ondergaan en ontdekt dat iemand hem probeerde te vergiftigen. Hij verdenkt Bree hiervan en schrijft een briefje waarop hij schrijft dat hij haar vergeeft en overlijdt dan niet veel later. Edie verwelkomt de nieuwe buren op Wisteria Lane. Lynette ontdekt dat Tom ontslag heeft genomen en hij verplicht haar om terug te beginnen te werken, hij wordt huisman. Carlos ontdekt in de rechtszaal dat John met zijn vrouw heeft geslapen. Mary-Alice Young was ooit gewoon Angela Forrest, werkte als zuster in Utah en getrouwd met Todd. Als er een aan drugs verslaafd meisje, Deirdre Taylor (Jolie Jenkins), binnenkomt die haar vraagt of ze haar zoon Dana wil kopen, gaat ze akkoord. Ze ziet een poster hangen van het stadje Fairview, opgehangen door collega Felicia Huber, wiens zus Martha op Wisteria Lane woont. Ze besluiten daarnaartoe te vluchten, en nemen hun huidige namen aan; Mary Alice, Paul en Zach Young. Als Deirdre, met de hulp van haar vriend Mike, is afgekickt en haar zoon komt halen, doodt Mary Alice haar in een vlaag van paniek. Ze stoppen haar beenderen in een speelgoeddoos en begraven de kist in de grond onder hun nieuwe zwembad, dat volgende dag in beton zal gegoten worden. Niet wetend dat de jonge Zach alles heeft gezien gaan ze door met hun leven, maar niet iedereen is Deirdre vergeten. Deirdres vader, een rijke man, stuurt de vriend van zijn dochter Mike Delfino naar Wisteria Lane om alles daar uit te zoeken. Mike zelf heeft al eens eerder iemand uit zelfverdediging vermoord en heeft een lang strafblad. Felicia Huber heeft het verhaal over Deirdre door, en vertelt het aan haar zus Martha. Die chanteert haar buurvrouw Mary Alice, die daardoor zelfmoord pleegt. Als Mike erachter komt dat Zach eigenlijk zijn zoon is, en wat Mary Alice en Paul Deirdre hebben aangedaan, dreigt hij Paul te vermoorden. Hij bedenkt zich en keert terug naar huis. Daar houdt Zach net Susan onder schot, omdat Zach denkt dat Mike zijn vader is gaan vermoorden. |                                |                                                                    |                   |                  |  |